# Kendry Páez
Ray Kendry Páez Andrade (Guayaquil, 4 maggio 2007) è un calciatore ecuadoriano, centrocampista dello Strasburgo, in prestito dal Chelsea, e della nazionale ecuadoriana.

## Caratteristiche tecniche
È un centrocampista offensivo di piede mancino, dotato di un'ottima tecnica individuale; i suoi punti di forza sono la rapidità e il dribbling.

## Carriera

### Club
Páez ha iniziato la sua carriera con la squadra locale dell'Academia Alfaro Moreno all'età di cinque anni. È stato offerto al Barcelona SC all'età di otto anni, ma il club non lo ha ingaggiato rifiutandosi di pagare per un calciatore così giovane. Successivamente ha trascorso un breve periodo all'Emelec prima di trasferirsi al Patria, dove ha iniziato a giocare come attaccante.
Nel 2018 è entrato a far parte del settore giovanile dell'Independiente del Valle. Le sue prestazioni hanno attirato l'interesse di diverse squadre europee come Borussia Dortmund e Manchester Utd, con quest'ultima squadra che si è vista respingere un'offerta nel dicembre 2022.
Ad inizio 2023 è stato promosso in prima squadra ed il 25 febbraio ha esordito da titolare contro il Mushuc Runa, realizzando anche la rete del definitivo 3-1. Grazie a ciò è diventato sia il più giovane marcatore, sia il più giovane esordiente nella storia della massima serie ecuadoriana.
Il 5 giugno 2023 è stato acquistato a titolo definitivo dal Chelsea, club a cui si è unito solo nell'estate del 2025 al compimento dei 18 anni, rimanendo in prestito alla squadra ecuadoriana.
Appena aggregatosi alla prima squadra, il 31 luglio 2025 viene girato in prestito allo Strasburgo, in Ligue 1, società satellite dei londinesi.

### Nazionale
Dopo aver giocato con la Nazionale Under-17, nel gennaio 2023 è stato escluso dai convocati della Nazionale Under-20 per il Campionato sudamericano in modo da facilitare il suo passaggio in prima squadra all'Independiente del Valle.
A marzo ha preso parte al Campionato sudamericano Under-17 concluso al secondo posto, dove ha realizzato 2 gol in 8 presenze. Nel maggio seguente è stato incluso nei convocati per il Mondiale Under-23, e grazie alla rete messa a segno contro le Figi è diventato il più giovane marcatore della storia di questa competizione.
Il 5 giugno 2023 ha ricevuto la prima convocazione con la Nazionale maggiore. Esordisce, a 16 anni e 131 giorni, con la massima selezione ecuadoriana il 12 settembre seguente nel successo per 2-1 contro l'Uruguay; al contempo diviene il più giovane esordiente nella storia della sua nazionale e delle qualificazioni ai Mondiali della CONMEBOL, oltreché il secondo giocatore più giovane nella storia delle nazionali sudamericane dopo Diego Armando Maradona.

## Statistiche

### Presenze e reti nei club
| Stagione                       | Squadra                        | Campionato                     | Campionato | Campionato | Coppe nazionali | Coppe nazionali | Coppe nazionali | Coppe continentali | Coppe continentali | Coppe continentali | Altre coppe | Altre coppe | Altre coppe | Totale | Totale |
| Stagione                       | Squadra                        | Comp                           | Pres       | Reti       | Comp            | Pres            | Reti            | Comp               | Pres               | Reti               | Comp        | Pres        | Reti        | Pres   | Reti   |
| ------------------------------ | ------------------------------ | ------------------------------ | ---------- | ---------- | --------------- | --------------- | --------------- | ------------------ | ------------------ | ------------------ | ----------- | ----------- | ----------- | ------ | ------ |
| 2023                           | Independiente del Valle        | A                              | 24         | 5          | CE              | 0               | 0               | CL                 | 5                  | 0                  | SE+SS       | 0+0         | 0+0         | 29     | 5      |
| 2024                           | Independiente del Valle        | A                              | 27         | 7          | CE              | 0               | 0               | CL+CS              | 6+2                | 1+0                | -           | -           | -           | 35     | 8      |
| Totale Independiente del Valle | Totale Independiente del Valle | Totale Independiente del Valle | 51         | 12         |                 | 0               | 0               |                    | 13                 | 1                  |             | 0           | 0           | 64     | 13     |
| 2025-2026                      | Strasburgo                     | L1                             | -          | -          | CF              | -               | -               | UECL               | -                  | -                  | -           | -           | -           | -      | -      |
| Totale carriera                | Totale carriera                | Totale carriera                | 51         | 12         |                 | 0               | 0               |                    | 13                 | 1                  |             | 0           | 0           | 64     | 13     |

### Cronologia presenze e reti in nazionale
| Cronologia completa delle presenze e delle reti in nazionale ― Ecuador | Cronologia completa delle presenze e delle reti in nazionale ― Ecuador | Cronologia completa delle presenze e delle reti in nazionale ― Ecuador | Cronologia completa delle presenze e delle reti in nazionale ― Ecuador | Cronologia completa delle presenze e delle reti in nazionale ― Ecuador | Cronologia completa delle presenze e delle reti in nazionale ― Ecuador | Cronologia completa delle presenze e delle reti in nazionale ― Ecuador | Cronologia completa delle presenze e delle reti in nazionale ― Ecuador |
| Data                                                                   | Città                                                                  | In casa                                                                | Risultato                                                              | Ospiti                                                                 | Competizione                                                           | Reti                                                                   | Note                                                                   |
| ---------------------------------------------------------------------- | ---------------------------------------------------------------------- | ---------------------------------------------------------------------- | ---------------------------------------------------------------------- | ---------------------------------------------------------------------- | ---------------------------------------------------------------------- | ---------------------------------------------------------------------- | ---------------------------------------------------------------------- |
| 12-9-2023                                                              | Quito                                                                  | Ecuador                                                                | 2 – 1                                                                  | Uruguay                                                                | Qual. Mondiali 2026                                                    | -                                                                      | 70’                                                                    |
| 12-10-2023                                                             | La Paz                                                                 | Bolivia                                                                | 1 – 2                                                                  | Ecuador                                                                | Qual. Mondiali 2026                                                    | 1                                                                      | 78’                                                                    |
| 17-10-2023                                                             | Quito                                                                  | Ecuador                                                                | 0 – 0                                                                  | Colombia                                                               | Qual. Mondiali 2026                                                    | -                                                                      | 74’                                                                    |
| 16-11-2023                                                             | Maturín                                                                | Venezuela                                                              | 0 – 0                                                                  | Ecuador                                                                | Qual. Mondiali 2026                                                    | -                                                                      | 70’                                                                    |
| 21-11-2023                                                             | Quito                                                                  | Ecuador                                                                | 1 – 0                                                                  | Cile                                                                   | Qual. Mondiali 2026                                                    | -                                                                      | 82’                                                                    |
| 24-3-2024                                                              | Harrison                                                               | Ecuador                                                                | 0 – 2                                                                  | Italia                                                                 | Amichevole                                                             | -                                                                      | 65’                                                                    |
| 9-6-2024                                                               | Chicago                                                                | Argentina                                                              | 1 – 0                                                                  | Ecuador                                                                | Amichevole                                                             | -                                                                      |                                                                        |
| 12-6-2024                                                              | Chester                                                                | Ecuador                                                                | 3 – 1                                                                  | Bolivia                                                                | Amichevole                                                             | -                                                                      | 63’                                                                    |
| 16-6-2024                                                              | East Hartford                                                          | Ecuador                                                                | 2 – 1                                                                  | Honduras                                                               | Amichevole                                                             | -                                                                      | 57’                                                                    |
| 22-6-2024                                                              | Santa Clara                                                            | Ecuador                                                                | 1 – 2                                                                  | Venezuela                                                              | Coppa America 2024 - 1º turno                                          | -                                                                      | 45+1’ 79’                                                              |
| 26-6-2024                                                              | Paradise                                                               | Ecuador                                                                | 3 – 1                                                                  | Giamaica                                                               | Coppa America 2024 - 1º turno                                          | 1                                                                      | 88’                                                                    |
| 30-6-2024                                                              | Glendale                                                               | Messico                                                                | 0 – 0                                                                  | Ecuador                                                                | Coppa America 2024 - 1º turno                                          | -                                                                      | 67’                                                                    |
| 4-7-2024                                                               | Houston                                                                | Argentina                                                              | 1 – 1 (4 – 2 dtr)                                                      | Ecuador                                                                | Coppa America 2024 - Quarti di finale                                  | -                                                                      | 76’                                                                    |
| 6-9-2024                                                               | Curitiba                                                               | Brasile                                                                | 1 – 0                                                                  | Ecuador                                                                | Qual. Mondiali 2026                                                    | -                                                                      | 46’                                                                    |
| 10-9-2024                                                              | Quito                                                                  | Ecuador                                                                | 1 – 0                                                                  | Perù                                                                   | Qual. Mondiali 2026                                                    | -                                                                      | 57’ 58’                                                                |
| 10-10-2024                                                             | Quito                                                                  | Ecuador                                                                | 0 – 0                                                                  | Paraguay                                                               | Qual. Mondiali 2026                                                    | -                                                                      | 46’                                                                    |
| 14-11-2024                                                             | Guayaquil                                                              | Ecuador                                                                | 4 – 0                                                                  | Bolivia                                                                | Qual. Mondiali 2026                                                    | -                                                                      | 75’                                                                    |
| 10-6-2025                                                              | Lima                                                                   | Perù                                                                   | 0 – 0                                                                  | Ecuador                                                                | Qual. Mondiali 2026                                                    | -                                                                      | 77’                                                                    |
| Totale                                                                 |                                                                        | Presenze                                                               | 18                                                                     |                                                                        | Reti                                                                   | 2                                                                      |                                                                        |

## Palmarès

### Club

#### Competizioni nazionali
- Supercopa Ecuador: 1

Independiente del Valle: 2023
- Coppa del mondo per club: 1

Chelsea: 2025

#### Competizioni internazionali
- Recopa Sudamericana: 1

Independiente del Valle: 2023